# Diego Simeone
Pour les articles homonymes, voir Simeone.
Diego Simeone, surnommé El Cholo, est un footballeur international argentin évoluant au poste de milieu défensif de la fin des années 1980 jusqu'au milieu des années 2000, et reconverti entraîneur. Depuis 2011, il est entraîneur de l'Atlético de Madrid et est considéré comme l'un des meilleurs entraîneurs du monde.
Milieu de terrain combatif du Vélez Sarsfield, Simeone est sélectionné en équipe d'Argentine dès 18 ans en juillet 1988. Il dispute trois phases finales des Coupes du monde (1994, 1998 et 2002). Il remporte deux titres en Copa América (1991 et 1993) et la Coupe des confédérations 1992. Il remporte aussi la médaille d'argent aux Jeux olympiques d'été de 1996 à Atlanta Au moment de sa retraite, il est le joueur le plus capé d'Argentine (106 sélections, 11 buts).
Après ses débuts avec Vélez, Diego se rend en Italie pour jouer à Pise, puis rejoint les Espagnols du FC Séville deux ans plus tard. Avec l'Atlético Madrid, qu'il rejoint en 1994, il gagne le doublé coupe-championnat au terme de sa seconde saison. De retour en Italie, il gagne la Coupe UEFA 1997-98 avec l'Inter Milan, puis la Supercoupe de l'UEFA et le doublé Serie A-Coppa Italia avec la Lazio en 1999-2000. Après quatre ans à Rome, il retrouve l'Atlético avant de mettre un terme à sa carrière avec le Racing Club dans son pays natal.
En tant qu'entraîneur, il gagne le titre de champion d'Argentine avec l'Estudiantes (2006 Apertura) et River Plate (2008 Clausura). En décembre 2011, il est nommé entraîneur de l'Atlético Madrid où son impact est immédiat avec la victoire lors de la Ligue Europa 2012 face à l'Athletic Bilbao, ainsi que la Copa del Rey 2013 contre le Real Madrid. Un an plus tard, l'Atlético remporte son premier titre de champion d'Espagne depuis 1996, mais s'incline face au Real en finale de Ligue des champions. Simeone conduit l'Atlético à une nouvelle finale de C1 en 2016, et un nouveau revers face au Real. Il est de nouveau titré en Ligue Europa, deux ans plus tard.
Ses trois fils, Giovanni Simeone, Gianluca et Giuliano font également carrière dans le domaine du football.

## Biographie

### Enfance et formation
Né le 28 avril 1970 à Buenos Aires (Argentine), Diego Simeone est d'origine italienne et espagnole. À 14 ans, son entraîneur Victorio Spinetto le surnomme Cholo car son jeu énergique lui rappelle l'ancien joueur de Boca Juniors et international argentin Carmelo Simeone qui avait ce surnom.

### Joueur professionnel

#### Débuts à Vélez
Diego Simeone passe professionnel à dix-sept ans avec le Club Atlético Vélez Sársfield en 1987. En septembre de la même année, il fait ses débuts dans le championnat argentin et entre en jeu alors que son équipe est menée 2-0 par Deportivo Español. Simeone marque pour ses débuts. À 18 ans, Diego Simeone est la grande révélation du tournoi argentin, où il multiplie les kilomètres et les tacles rugueux.
Simeone est attiré par le Calcio italien dès l’adolescence et témoigne en 2017 : « Quand j’étais à Vélez, les dimanches étaient incroyables. Je me levais le matin pour prendre le petit-déjeuner avec mes partenaires, puis je revenais rapidement dans ma chambre pour voir Diego Maradona jouer avec Naples. Je prenais ensuite une collation, je jouais mon match avec Vélez, et le soir, je regardais un autre match à la maison avec une pizza et une bière ».

#### Arrivée en Europe
Simeone passe la majeure partie de sa carrière de footballeur en Italie. Son premier club européen est Pise, où il est recruté par l'entraîneur Mircea Lucescu en 1990.

#### Premier passage à l'Atlético Madrid
Après deux saisons au Séville FC, Simeone part à l'Atlético de Madrid. « Quand il signe chez nous en 1994, nous n’avions gagné que deux Coupes du Roi depuis 1985 » précise un supporter. Dès sa seconde saison avec l’Atlético, Diego Simeone conduit le club vers un doublé Liga-Copa inattendu. D’abord milieu polyvalent, Simeone devient l’image de cette équipe luttant avec les cadors du Real Madrid et du FC Barcelone. Une offre impossible à refuser de l’Inter Milan lui fait quitter le stade Vicente-Calderón en 1997.

#### Retour en Italie
Simeone retourne en Serie A avec l'Inter en 1997 et joue deux saisons complètes, en remportant la Coupe UEFA 1997-1998 au sein d'une équipe menée par Ronaldo. Ils battent en finale son futur club de la Lazio 3–0.
En 1999, la Lazio, sous la direction de Sven-Göran Eriksson, achète Simeone qui rejoint un effectif à forte saveur argentine comprenant aussi Roberto Sensini, Matías Almeyda, Hernán Crespo et Juan Sebastián Verón. L'équipe est passée proche du Scudetto juste avant l'arrivée Simeone et il aide son nouveau club à décrocher le championnat après une saison éprouvante, qui voit la Juventus, en tête du classement par deux points d'avance avant la dernière journée, perdre sous la pluie à Pérouse tandis que la Lazio s'impose sur la Reggina au Stadio Olimpico, assurant à Simeone son premier titre de Serie A. Simeone réalise le second doublé coupe-championnat de sa carrière en battant l'Inter en finale de la Coppa Italia.
Il joue ensuite trois autres saisons chez les Biancocelesti. En octobre 2001, Diego Simeone sest victime une rupture des ligaments croisés et du cartilage contre le PSV Eindhoven. De retour à la compétition, il marque un but contre son ancien club de l'Inter lors de la dernière journée de la saison 2001-2002, qui ruine les rêves de titre de son ancien employeur.

#### Fin de carrière
Simeone retourne à l'Atlético de Madrid en 2003 et termine à une anonyme septième place. Il quitte l'Europe pour retourner en Argentine avec le Racing.

#### En équipe nationale
Le 14 juillet 1988, Diego Simeone fête sa première cape en sélection argentine, au Sydney Football Stadium. Il n'a alors que 18 ans. Pour un tournoi du bicentenaire de la découverte de l'Australie, le sélectionneur de l’Albiceleste, Carlos Bilardo, emmène de jeunes espoirs argentins dont Diego. Blessé, Simeone ne participe pas aux deux premiers matchs face à l’Arabie saoudite (2-2) et au Brésil (0-0), Simeone est titularisé pour le troisième match face à l’Australie (défaite 4-1). Deux jours après ses débuts, dès la 4e minute du match pour la troisième place face aux Saoudiens, il inscrit son premier but international (2-0).
Diego Simeone n'est pas retenu pour la Coupe du monde 1990.
Simeone remporte les éditions 1991 et 1993 de la Copa América avec l'Albiceleste. Il marque entre-temps en finale perdue de la Coupe des confédérations 1992.
Il enchaîne par le Mondial 1994 où l'éviction de Diego Maradona pour cause de dopage avait déstabilisé toute l'Argentine et accéléré son élimination inattendue contre la Roumanie, en huitième de finale.
Il est membre de l'équipe qui décroche la médaille d'argent aux Jeux olympiques d'été de 1996 à Atlanta.
Pour la Coupe du monde 1998, à vingt-huit ans, Simeone est promu capitaine de la sélection ciel et blanc par Daniel Passarella et l'un des six rescapés argentins de la World Cup 1994. En huitième de finale, l'Anglais David Beckham est expulsé pour avoir frappé Simeone en représailles à une faute. Simeone admet plus tard avoir simulé une blessure à la suite du coup de pied, afin d'obtenir l'expulsion de Beckham. Dans le match suivant, contre les Pays-Bas, Simeone est blessé par un tacle d'Arthur Numan lors de la défaite de son équipe.
Victime d'une rupture des ligaments croisés et du cartilage en octobre 2001 avec son club de la Lazio Rome, Simeone parvient à revenir rapidement et, huit mois plus tard, Marcelo Bielsa le titularise lors des deux premiers matchs de poule de l’Albiceleste au au Mondial 2002 en Corée du Sud et au Japon. Dans sa dernière phase finale de Coupe du monde 2002, l'Argentine est éliminée en phase de groupes. Diego connaît sa dernière sélection le 7 juin 2002 à Sapporo et une défaite contre l'Angleterre (0-1).
Pour l'équipe d'Argentine, Simeone honore 106 sélections. Il déclare être « gêné » d'avoir dépassé Diego Maradona au nombre de sélections avec l'Albiceleste. Recordman des sélections depuis 2002, il est dépassé par Roberto Ayala à l'occasion du match contre la France en février 2007 (puis par Javier Zanetti, Lionel Messi et Javier Mascherano). En tant que milieu de terrain, Simeone marque onze buts pour son pays.

### Carrière d'entraîneur

#### Les débuts
Après avoir débuté sa formation d'entraîneur à 31 ans, Simeone termine sa carrière en jouant pour le Racing, disputant son dernier match le 17 février 2006. Il prend directement place sur le banc de l'équipe pour sauver le club de la relégation dans le Clausura 2006. Ses premiers pas sur le banc sont un échec et la situation empire. Alors qu’il reste deux mois de compétition, il fait vitre le groupe complet à l’hôtel jusqu’à la fin du championnat. Simeone se souvient : « Nous avons fait match nul contre San Lorenzo, puis nous avons perdu le match suivant. Le malaise était alors palpable (…) Et on a réussi en gagnant quatre des cinq matchs qu’il nous restait à jouer »,. Son Racing attaque vite et fort, même si les joueurs ne correspondant pas tout à fait au style de jeu souhaité par leur entraîneur, qui doit attendre son 7e match pour connaître la victoire. Lorsque la propriété du club change de mains, Simeone quitte le Racing en mai 2006 et est remplacé par Reinaldo Merlo.
Le 18 mai 2006, Simeone est nommé entraîneur de l'Estudiantes de La Plata. À la faveur d’une fin de championnat favorable, Estudiantes est sacré champion, pour la première fois depuis des années, à la faveur d’un match épique contre Boca Juniors, 2–1 dans une finale jouée le 13 décembre 2006. Dans un sondage d'octobre 2006 paru dans le quotidien sportif Olé, Simeone est plébiscité comme le meilleur entraîneur du championnat argentin. Il est également salué comme un « entraîneur-né » par l'ancien international argentin Roberto Perfumo. Simeone quitte Estudiantes après la fin de l'Apertura 2007, où Estudiantes rate son entame de championnat, mais réussit une série de neuf matchs sans défaite en fin de championnat.
Le 15 décembre 2007, Diego Simeone est annoncé comme nouvel entraîneur de River Plate, succédant à Daniel Passarella. Le contrat porte sur une année, commençant le 3 janvier 2008. Après une élimination précoce en Copa Libertadores contre San Lorenzo au second tour, Simeone et River gagnent le Clausura 2008 après une victoire sur Olimpo 2–1 au Monumental. Le 7 novembre 2008, Simeone annonce sa démission du poste d'entraîneur de River Plate après une élimination au stade des quarts de finale de la Copa Sudamericana 2008 par l'équipe mexicaine de Chivas de Guadalajara et une série de onze matchs sans victoire à domicile qui les laisse en bas de classement de Primera División argentine à six matchs du terme,.
Le 15 avril 2009, Simeone rejoint San Lorenzo pour remplacer Miguel Ángel Russo, après l'élimination du club au premier tour de la Copa Libertadores 2009. Le 3 avril 2010, il quitte San Lorenzo en raison de mauvais résultats et de l'afflux de critiques.
Le 19 janvier 2011, Simeone vole vers la Sicile pour rejoindre l'équipe de Serie A de Catane, en remplacement de Marco Giampaolo,. Le 1er juin 2011, il quitte son poste après avoir maintenu l'équipe. Il déclare en 2015, quatre ans après son passage : « Mon passage à Catane m’a fait réaliser qu’il y avait quelque chose d’autre, parce que je venais d’équipes comme River ou Estudiantes, à la chasse aux trophées, et j’arrivais dans un club qui avait grand mal à gagner quoi que ce soit. (...) Le style, c’est de gagner. En fonction des joueurs, je veux consolider une idée : gagner. Ça ne m’intéresse pas d’être aimé par les autres ou même par moi-même ».
Le 21 juin 2011, Simeone est de retour au Racing Club, en remplacement de Miguel Ángel Russo. Il y enchaîne les matchs nuls et présente sa démission le 19 décembre 2011. 

#### Les sommets avec l'Atlético
Le 23 décembre 2011, Diego Simeone devient l'entraîneur de l'Atlético de Madrid en remplacement de Gregorio Manzano. Il qualifie notamment son équipe pour la finale de la Ligue Europa et participe à la remontée progressive de l'Atlético. Le mercredi 9 mai 2012, à l'Arena Națională de Bucarest, il remporte la seconde Ligue Europa de l'histoire de l'Atlético de Madrid face à l'Athletic Bilbao sur le score de 3-0, grâce notamment à un doublé de son attaquant vedette, Radamel Falcao. Il remporte ensuite son second trophée avec l'Atlético en permettant à son club de remporter sa deuxième Supercoupe d'Europe en battant Chelsea par 4 buts à 1, une nouvelle fois grâce à Falcao, qui marque un triplé. 
Il connaît de nouvelles réussites durant cette saison 2012-2013 durant laquelle il qualifie son club pour la Ligue des champions, parvenant à terminer à la troisième place derrière le FC Barcelone et le Real Madrid. Il remporte également la Coupe du Roi en prolongation face à leurs rivaux madrilènes sur le score de 2 buts à 1. Le 17 mai 2014, il remporte le championnat d'Espagne et mène l'Atlético de Madrid en finale de la C1 face au Real Madrid, pour la première final entre deux clubs d'une même ville. Néanmoins, l'équipe de Diego Simeone s'incline face à leurs rivaux madrilènes, qui égalisent à la 93e minute avant de s'écrouler en prolongations (4 buts à 1).   
Le 24 mars 2015, Diego Simeone, mettant fin aux rumeurs l'envoyant au PSG, prolonge finalement de quatre années supplémentaires son contrat à la tête des Colchoneros. Le 3 mai 2016, son équipe se qualifie pour leur troisième finale de Ligue des champions après avoir éliminé notamment le FC Barcelone puis le Bayern Munich.

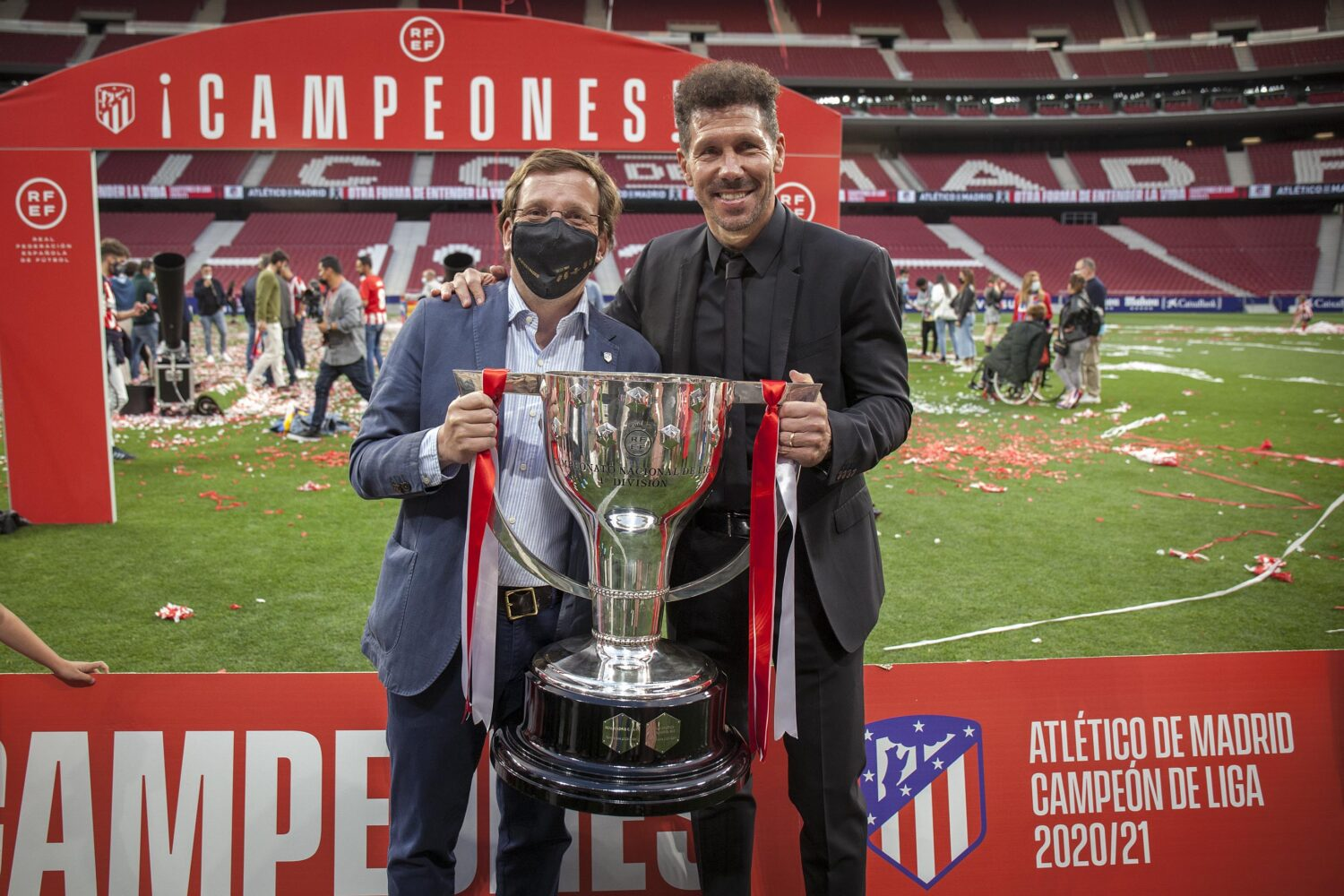
Simeone champion d'Espagne avec l'Atlético de Madrid en 2021.

En mai 2018, il remporte sa deuxième Ligue Europa contre l'Olympique de Marseille en étant suspendu pour la finale.
Le 11 mars 2020 en Ligue des champions, son équipe élimine le tenant du titre, le Liverpool FC, au terme d'une prolongation haletante .
Il est champion d'Espagne 2020-2021.
Le 8 juillet 2021, Diego Simeone prolonge avec les Colchoneros jusqu'en juin 2024. Le tacticien argentin est récompensé de ses résultats plus que probants ces dernières années.
Le 4 mars 2023, la réception du Séville FC en championnat est le 613e match dirigé par Simeone sur le banc de l'Atlético, ce qui constitue un nouveau record pour ce club précédemment détenu par Luis Aragonés.
Le 9 novembre 2023, le club annonce une nouvelle prolongation de contrat de Diego Simeone, cette fois jusqu'en 2027.

## Style de jeu

### Joueur
Comme joueur, Simeone décrit son style comme « tenant un couteau entre les dents ». Considéré comme l'un des meilleurs milieux défensifs au monde, Diego Simeone est un joueur complet : un gros volume physique, une bonne technique et surtout un excellent jeu de tête lui permettaient de régner au milieu de terrain, il possède aussi des qualités de buteur en témoignent ses 12 buts marqués lors de la saison 1995-1996 avec l'Atlético de Madrid. Comme un illustre numéro six que fut Fernando Redondo, Diego Simeone est l'archétype même du joueur argentin et reste à ce jour l'un des plus grands milieux défensifs que l'Argentine ait connu.

### Entraîneur
À ses débuts d'entraîneur en Argentine, Simeone ne jure que par l'attaque. Avec Estudiantes, il conserve deux attaquants et des ailiers et remplace ses milieux défensifs par des attaquants, même lorsqu’il gagne. À River Plate, il place souvent un 3-3-3-1 avec Ortega en meneur de jeu et Falcao en pointe, souvent des dizaines d’autres systèmes, toujours penché vers l’avant.
À son arrivée à San Lorenzo, il change de philosophie et déclare : « Je préfère jouer un bon football qu’un football attractif ». Parti en Italie, à Catane, Simeone met ses nouveaux principes en œuvre et son schéma oscille entre 4-2-3-1 et 4-3-1-2. L’équipe est compacte, les ailiers et attaquants pressent et gênent la première relance. La possession est abandonnée, et les buts viennent des contres rapides. Il déclare après son départ : « Mon passage à Catane m’a fait réaliser qu’il y avait quelque chose d’autre (...). Je suis passé d’un coach de 4-2-3-1 avec deux attaquants sur les côtés à quelque chose d’autre. (...) Le style, c’est de gagner. En fonction des joueurs, je veux consolider une idée : gagner. Ça ne m’intéresse pas d’être aimé par les autres ou même par moi-même. Par exemple, sur la possession face au jeu direct, ce n’est pas leur dire ce qu’ils veulent entendre, mais la vérité. Si je n’ai pas les joueurs pour construire une possession élaborée, je ne dois pas essayer ce que je ne peux pas faire »,. 
Le Club Atlético de Madrid emmené par développe une grosse défense, de la solidarité et une maîtrise parfaite de la contre-attaque qui le rapproche du Catenaccio en oeuvre en Italie dans les années 1990. Arrigo Sacchi, entraîneur à cette époque, réfute cette théorie en 2016 : « S'il est vrai que la stratégie de l'Atletico est défensive, il y a une autre stratégie derrière. Il y a une différence avec ce que vous avez vu en Italie il y a quelques années. Ce n’est pas du Catenaccio, son équipe ne l'a jamais été. Simeone apprend à défendre en équipe et non individuellement ». 
Diego Simeone prône le football défensif en fédérant des guerriers faisant chacun les efforts pour le collectif. Il n'en reste cependant pas moins un tacticien hors-pair, capable de s'adapter à tout type de contexte, que ce soit avant ou pendant un match. 

## Statistiques

### En club
| Saison                | Club                  | Championnat           | Championnat | Championnat | Coupe(s) nationale(s) | Coupe(s) nationale(s) | Compétition(s) continentale(s) | Compétition(s) continentale(s) | Compétition(s) continentale(s) | Total | Total |
| Saison                | Club                  | Division              | M.          | B.          | M.                    | B.                    | Comp.                          | M.                             | B.                             | M.    | B.    |
| 1987-1988             | Vélez Sársfield       | Division 1            | 28          | 4           | 4                     | -                     | -                              | -                              | -                              | 32    | 4     |
| 1988-1989             | Vélez Sársfield       | Division 1            | 16          | 2           | 2                     | 1                     | -                              | -                              | -                              | 18    | 3     |
| 1989-1990             | Vélez Sársfield       | Division 1            | 32          | 8           | -                     | -                     | -                              | -                              | -                              | 32    | 8     |
| Sous-total            | Sous-total            | Sous-total            | 76          | 14          | 6                     | 1                     | -                              | 0                              | 0                              | 82    | 15    |
| 1990-1991             | Pise                  | Serie A               | 31          | 4           | 3                     | -                     | -                              | -                              | -                              | 34    | 4     |
| 1991-1992             | Pise                  | Serie B               | 24          | 2           | 4                     | -                     | -                              | -                              | -                              | 28    | 2     |
| Sous-total            | Sous-total            | Sous-total            | 55          | 6           | 7                     | 0                     | -                              | 0                              | 0                              | 62    | 6     |
| 1992-1993             | Séville FC            | Liga                  | 33          | 4           | 2                     | -                     | -                              | -                              | -                              | 35    | 4     |
| 1993-1994             | Séville FC            | Liga                  | 31          | 8           | 7                     | 3                     | -                              | -                              | -                              | 38    | 11    |
| Sous-total            | Sous-total            | Sous-total            | 64          | 12          | 9                     | 3                     | -                              | 0                              | 0                              | 73    | 15    |
| 1994-1995             | Atlético de Madrid    | Liga                  | 29          | 6           | 8                     | 2                     | -                              | -                              | -                              | 37    | 8     |
| 1995-1996             | Atlético de Madrid    | Liga                  | 37          | 12          | 8                     | -                     | -                              | -                              | -                              | 45    | 12    |
| 1996-1997             | Atlético de Madrid    | Liga                  | 32          | 3           | 5                     | 1                     | -                              | 7                              | 3                              | 44    | 7     |
| Sous-total            | Sous-total            | Sous-total            | 108         | 21          | 21                    | 3                     | -                              | 7                              | 3                              | 136   | 27    |
| 1997-1998             | Inter Milan           | Serie A               | 30          | 6           | 2                     | -                     | -                              | 9                              | 1                              | 41    | 7     |
| 1998-1999             | Inter Milan           | Serie A               | 27          | 5           | 8                     | -                     | -                              | 9                              | 2                              | 44    | 7     |
| Sous-total            | Sous-total            | Sous-total            | 57          | 11          | 10                    | 0                     | -                              | 18                             | 3                              | 85    | 14    |
| 1999-2000             | Lazio Rome            | Serie A               | 28          | 5           | 7                     | 2                     | -                              | 12                             | -                              | 47    | 7     |
| 2000-2001             | Lazio Rome            | Serie A               | 30          | 2           | 3                     | -                     | -                              | 8                              | 1                              | 41    | 3     |
| 2001-2002             | Lazio Rome            | Serie A               | 8           | 1           | -                     | -                     | -                              | 5                              | -                              | 13    | 1     |
| 2002-2003             | Lazio Rome            | Serie A               | 24          | 7           | 4                     | -                     | -                              | 7                              | -                              | 35    | 7     |
| Sous-total            | Sous-total            | Sous-total            | 90          | 15          | 14                    | 2                     | -                              | 32                             | 1                              | 136   | 18    |
| 2003-2004             | Atlético de Madrid    | Liga                  | 28          | 2           | 4                     | -                     | -                              | -                              | -                              | 32    | 2     |
| 2004-2005             | Atlético de Madrid    | Liga                  | 8           | -           | 1                     | -                     | -                              | 6                              | 1                              | 15    | 1     |
| Sous-total            | Sous-total            | Sous-total            | 36          | 2           | 5                     | 0                     | -                              | 6                              | 1                              | 47    | 3     |
| 2004-2005             | Racing Club           | Division 1            | 17          | 2           | -                     | -                     | -                              | -                              | -                              | 17    | 2     |
| 2005-2006             | Racing Club           | Division 1            | 20          | 1           | -                     | -                     | -                              | -                              | -                              | 20    | 1     |
| Sous-total            | Sous-total            | Sous-total            | 37          | 3           | 0                     | 0                     | -                              | 0                              | 0                              | 37    | 3     |
| Total sur la carrière | Total sur la carrière | Total sur la carrière | 512         | 83          | 72                    | 9                     | -                              | 63                             | 8                              | 647   | 100   |

### En sélection nationale
| Saison                | Sélection             | Phases finales                                    | Phases finales | Phases finales | Phases finales | Éliminatoires CDM | Éliminatoires CDM | Éliminatoires CDM | Matchs amicaux | Matchs amicaux | Matchs amicaux | Finalissima 1993 | Finalissima 1993 | Finalissima 1993 | Total | Total | Total |
| Saison                | Sélection             | Compétition                                       | M              | B              | Pd             | M                 | B                 | Pd                | M              | B              | Pd             | M                | B                | Pd               | M     | B     | Pd    |
| --------------------- | --------------------- | ------------------------------------------------- | -------------- | -------------- | -------------- | ----------------- | ----------------- | ----------------- | -------------- | -------------- | -------------- | ---------------- | ---------------- | ---------------- | ----- | ----- | ----- |
| 1987-1988             | Argentine             | -                                                 | -              | -              | -              | -                 | -                 | -                 | 2              | 1              | 0              | -                | -                | -                | 2     | 1     | 0     |
| 1988-1989             | Argentine             | Copa América 1989                                 | -              | -              | -              | -                 | -                 | -                 | 3              | 0              | 0              | -                | -                | -                | 3     | 0     | 0     |
| 1989-1990             | Argentine             | Coupe du monde 1990                               | -              | -              | -              | -                 | -                 | -                 | 1              | 0              | 0              | -                | -                | -                | 1     | 0     | 0     |
| 1990-1991             | Argentine             | Copa América 1991                                 | 6              | 2              | 0              | -                 | -                 | -                 | 3              | 0              | 0              | -                | -                | -                | 9     | 2     | 0     |
| 1992-1993             | Argentine             | Coupe des confédérations 1992 + Copa América 1993 | 2+5            | 1+1            | 0+1            | -                 | -                 | -                 | 2              | 0              | 0              | 1                | 0                | 0                | 10    | 2     | 1     |
| 1993-1994             | Argentine             | Coupe du monde 1994                               | 4              | 0              | 1              | 6                 | 0                 | 0                 | 6              | 0              | 0              | -                | -                | -                | 16    | 0     | 1     |
| 1994-1995             | Argentine             | Coupe des confédérations 1995 + Copa América 1995 | .+4            | .+1            | .+0            | -                 | -                 | -                 | 2              | 1              | 1              | -                | -                | -                | 6     | 2     | 1     |
| 1995-1996             | Argentine             | -                                                 | -              | -              | -              | 3                 | 0                 | 0                 | 3              | 1              | 0              | -                | -                | -                | 6     | 1     | 0     |
| 1996-1997             | Argentine             | Copa América 1997                                 | -              | -              | -              | 7                 | 2                 | 0                 | 1              | 0              | 1              | -                | -                | -                | 8     | 2     | 1     |
| 1997-1998             | Argentine             | Coupe du monde 1998                               | 5              | 0              | 1              | 3                 | 0                 | 0                 | 7              | 0              | 1              | -                | -                | -                | 15    | 0     | 2     |
| 1998-1999             | Argentine             | Copa América 1999                                 | 4              | 1              | 0              | -                 | -                 | -                 | 3              | 0              | 0              | -                | -                | -                | 7     | 1     | 0     |
| 1999-2000             | Argentine             | -                                                 | -              | -              | -              | 6                 | 0                 | 0                 | 5              | 0              | 0              | -                | -                | -                | 11    | 0     | 0     |
| 2000-2001             | Argentine             | -                                                 | -              | -              | -              | 6                 | 0                 | 1                 | 2              | 0              | 0              | -                | -                | -                | 8     | 0     | 1     |
| 2001-2002             | Argentine             | Coupe du monde 2002                               | 2              | 0              | 0              | 2                 | 0                 | 0                 | 0              | 0              | 0              | -                | -                | -                | 4     | 0     | 0     |
| Total sur la carrière | Total sur la carrière | Total sur la carrière                             | 32             | 6              | 3              | 33                | 2                 | 1                 | 40             | 3              | 3              | 1                | 0                | 0                | 106   | 11    | 7     |

### Buts en sélection
| Buts en sélection de Diego Simeone | Buts en sélection de Diego Simeone | Buts en sélection de Diego Simeone | Buts en sélection de Diego Simeone | Buts en sélection de Diego Simeone | Buts en sélection de Diego Simeone      |
| #                                  | Date                               | Lieu                               | Adversaire                         | Résultats                          | Compétitions                            |
| ---------------------------------- | ---------------------------------- | ---------------------------------- | ---------------------------------- | ---------------------------------- | --------------------------------------- |
| 1                                  | 16 juillet 1988                    | Canberra, Australie                | Arabie saoudite                    | 2-0                                | Match amical                            |
| 2                                  | 12 juillet 1991                    | Concepción, Chili                  | Paraguay                           | 4-1                                | Copa América 1991                       |
| 3                                  | 21 juillet 1991                    | Santiago, Chili                    | Colombie                           | 2-1                                | Copa América 1991                       |
| 4                                  | 20 octobre 1992                    | Riyad, Arabie saoudite             | Arabie saoudite                    | 3-1                                | Match amical                            |
| 5                                  | 23 juin 1993                       | Guayaquil, Équateur                | Colombie                           | 1-1                                | Copa América 1993                       |
| 6                                  | 22 juin 1995                       | Mendoza, Argentine                 | Slovaquie                          | 6-0                                | Match amical                            |
| 7                                  | 11 juillet 1995                    | Paysandú, Uruguay                  | Chili                              | 4-0                                | Copa América 1995                       |
| 8                                  | 20 juin 1996                       | Tucumán, Argentine                 | Pologne                            | 2-0                                | Match amical                            |
| 9                                  | 9 octobre 1996                     | San Cristóbal, Venezuela           | Venezuela                          | 5-2                                | Éliminatoires de la Coupe du monde 1998 |
| 10                                 | 8 juin 1997                        | Buenos Aires, Argentine            | Pérou                              | 2-0                                | Éliminatoires de la Coupe du monde 1998 |
| 11                                 | 1er juillet 1999                   | Luque, Paraguay                    | Équateur                           | 3-1                                | Copa América 1999                       |

### En tant qu'entraîneur
| Racing Club          | 18 février 2006  | 4 mai 2006       | 14  | 5   | 3   | 6   | 35,71 |
| Estudiantes La Plata | 18 mai 2006      | 3 décembre 2007  | 60  | 34  | 15  | 11  | 56,66 |
| River Plate          | 15 décembre 2007 | 7 novembre 2008  | 44  | 20  | 12  | 12  | 45,45 |
| San Lorenzo          | 15 avril 2009    | 3 avril 2010     | 48  | 21  | 9   | 18  | 43,75 |
| Calcio Catane        | 19 janvier 2011  | 1er juin 2011    | 18  | 7   | 3   | 8   | 38,88 |
| Racing Club          | 21 juin 2011     | 23 décembre 2011 | 20  | 8   | 10  | 2   | 40,00 |
| Atlético de Madrid   | 23 décembre 2011 | présent          | 700 | 413 | 156 | 109 | 59,00 |
| TOTAL                | TOTAL            | TOTAL            | 904 | 508 | 208 | 166 | 56,19 |

## Palmarès

### Joueur
|  |  | - Argentine - Coupe des champions CONMEBOL–UEFA - Vainqueur: 1993 - Copa América - Vainqueur : 1991 et 1993 - Coupe des confédérations - Vainqueur : 1992 - Jeux olympiques - Finaliste : 1996 |  | Atlético de Madrid - Liga - Champion : 1996 - Coupe d'Espagne - Vainqueur : 1996 |  | Inter Milan - Coupe UEFA - Vainqueur : 1998 |  | Lazio Rome - Serie A - Champion : 2000 - Coupe d'Italie - Vainqueur : 2000 - Supercoupe d'Italie - Vainqueur : 2000 - Supercoupe de l'UEFA - Vainqueur : 1999 |

### Entraîneur
|  |  | Estudiantes de La Plata - Championnat d'Argentine - Ouverture 2006 |  | River Plate - Championnat d'Argentine - Clôture 2008 |  | Atlético de Madrid - Liga - Champion : 2014 et 2021 - Vice-champion: 2018 et 2019 - Coupe d'Espagne - Vainqueur : 2013 - Supercoupe d'Espagne - Vainqueur : 2014 - Finaliste : 2013 et 2020 - Ligue Europa - Vainqueur : 2012 et 2018 - Supercoupe de l'UEFA - Vainqueur : 2012 et 2018 - Ligue des champions - Finaliste: 2014 et 2016 |
|  |  |                                                                    |  |                                                      |  | |

#### Distinctions personnelles
- Prix LFP de meilleur entraîneur de la Liga : 2013, 2014 et 2016[34]
- Trophée Miguel Muñoz : 2014 et 2016
- Entraîneur du mois : octobre 2013 et novembre 2015
- Prix IFFHS de meilleur entraîneur en 2016
- Entraîneur de l'année FIFA : 3e en 2014

### Publication
Diego Simeone (trad. François David), Diego Simeone, Mes secrets de coach [« Creer »], éditions Talent Sport, 5 février 2017, 216 p. (ISBN 979-1093463582, lire en ligne)